# Cottonwood (Texas, Kaufman megye)
Cottonwood város az USA Texas államában, Kaufman megyében. Lakosainak száma 185 fő (2010. április 1.).

## Népesség
A település népességének változása:

| 2000 | 181 |
| 2010 | 185 |